# Freudenberg (ród)

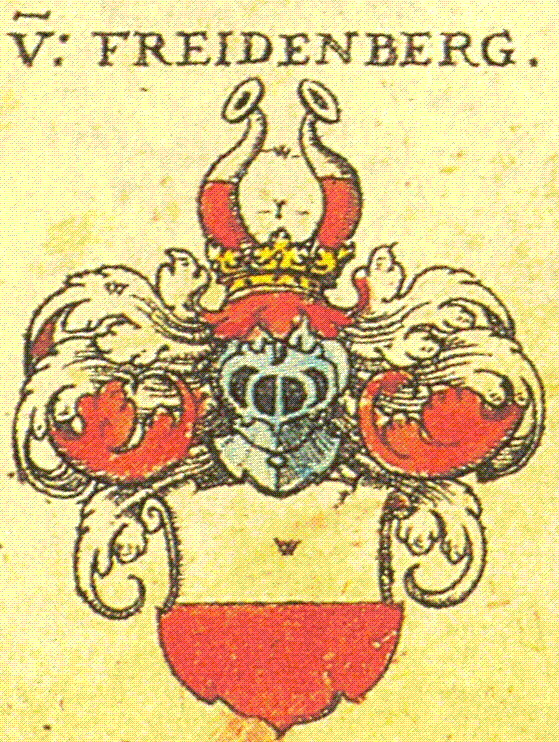
Herb Freudenbergów według Johanna Siebmachera

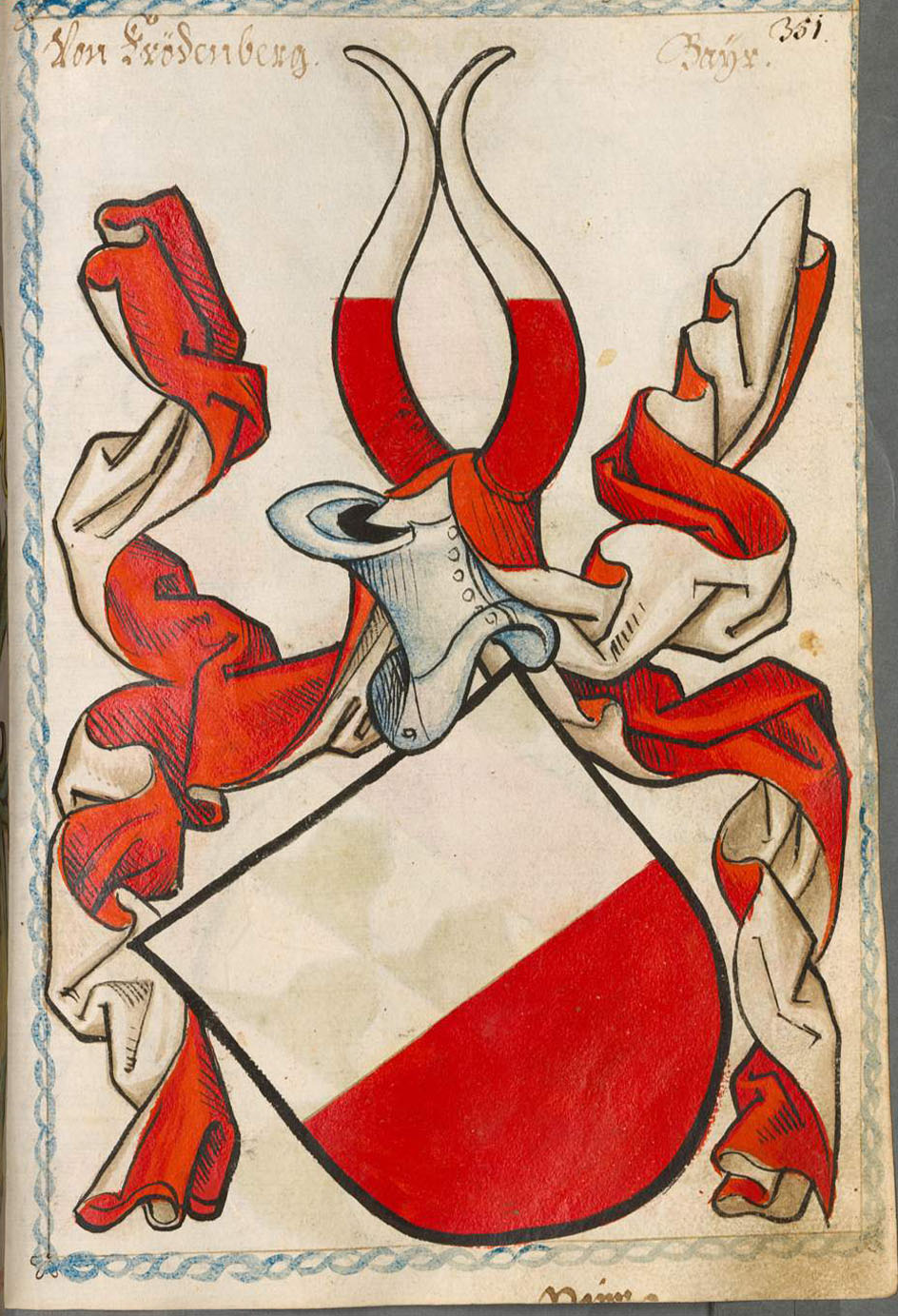
Herb Freudenbergów w herbarzu Scheiblerów

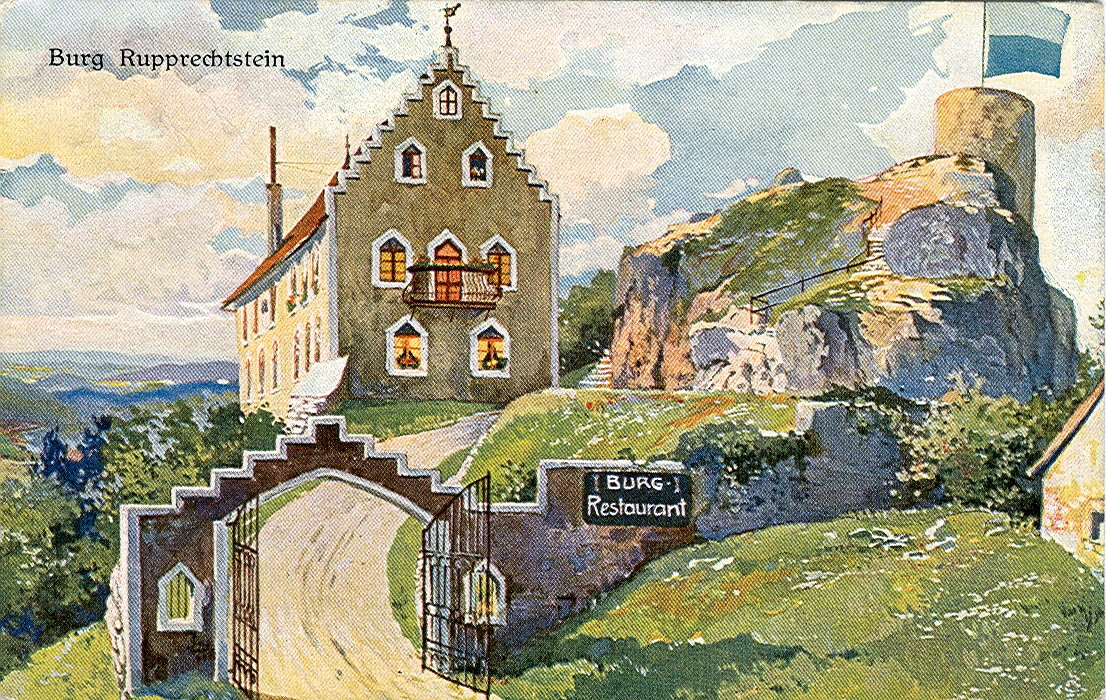
Pozostałości po dawnym zamku Freudenbergów (około 1914 roku)

Freudenbergowie – niemiecka szlachta wywodząca się z Bawarii.

## Historia
Ród wywodzi się z miejscowości Freudenberg, obecnie gmina w powiecie Amberg-Sulzbach (Górny Palatynat). W latach 1250–1594 przedstawiciele rodu stanowili wpływową arystokrację. Ostatnim, najbardziej znaczącym reprezentantem Freudenbergów był Hans II, książę (Fürst) Amberg, który swój tytuł odsprzedał.
W roku 1343 Ulrich z Freudenbergu był właścicielem zamku (Burg Rupprechtstein),  który Freudenbergowie dziedziczyli przez prawie trzysta lat. 
Skoligaceni z Freudenbergami byli m.in. przedstawiciele rodów Jung, Sparneck, Steinling, Preysing, Seckendorff.
Swoją potęgę ród utracił w XVI wieku. W XVII i XVIII wieku Freudenbergowie zajmowali się głównie handlem i służbą wojskową, od XIX wieku przemysłem. 

## Znani przedstawiciele
- Carl Johann Freudenberg (1819–1898) – przemysłowiec, założyciel jednej z ważniejszych niemieckich firm Unternehmensgruppe Freudenberg
- Ika Freudenberg (1858–1912) – działaczka społeczna
- Richard Freudenberg (1892–1975) – polityk i filantrop
- Adolf Freudenberg (1894–1977) – dyplomata, pastor ewangelicki
- Ute Freudenberg (1956–) – piosenkarka, zaangażowana w sprawy społeczne, odznaczona Orderem Zasługi Republiki Federalnej Niemiec